# Pseudomonas fulva
Pseudomonas fulva è un batterio ambientale Gram-negativo originariamente isolato dal riso e comunemente associati con le piante di riso, cereali e risaie.
Il nome Pseudomonas significa falsa-unità, dal greco pseudo- (greco: ψευδο, falso) e monas (dal greco: μονος, singola unità). Curiosamente questo nome non ha motivazioni ragionevoli ed è frutto della fantasia di alcuni microbiologi che lo battezzarono così all'inizio del XX secolo. Prima era detto Bacillus pyocyaneus in riferimento al particolare colore blu del pus che si forma nelle ferite infettate, dovuto alla presenza del pigmento antibiotico piocianina.